# Altes Schloss Stuttgart

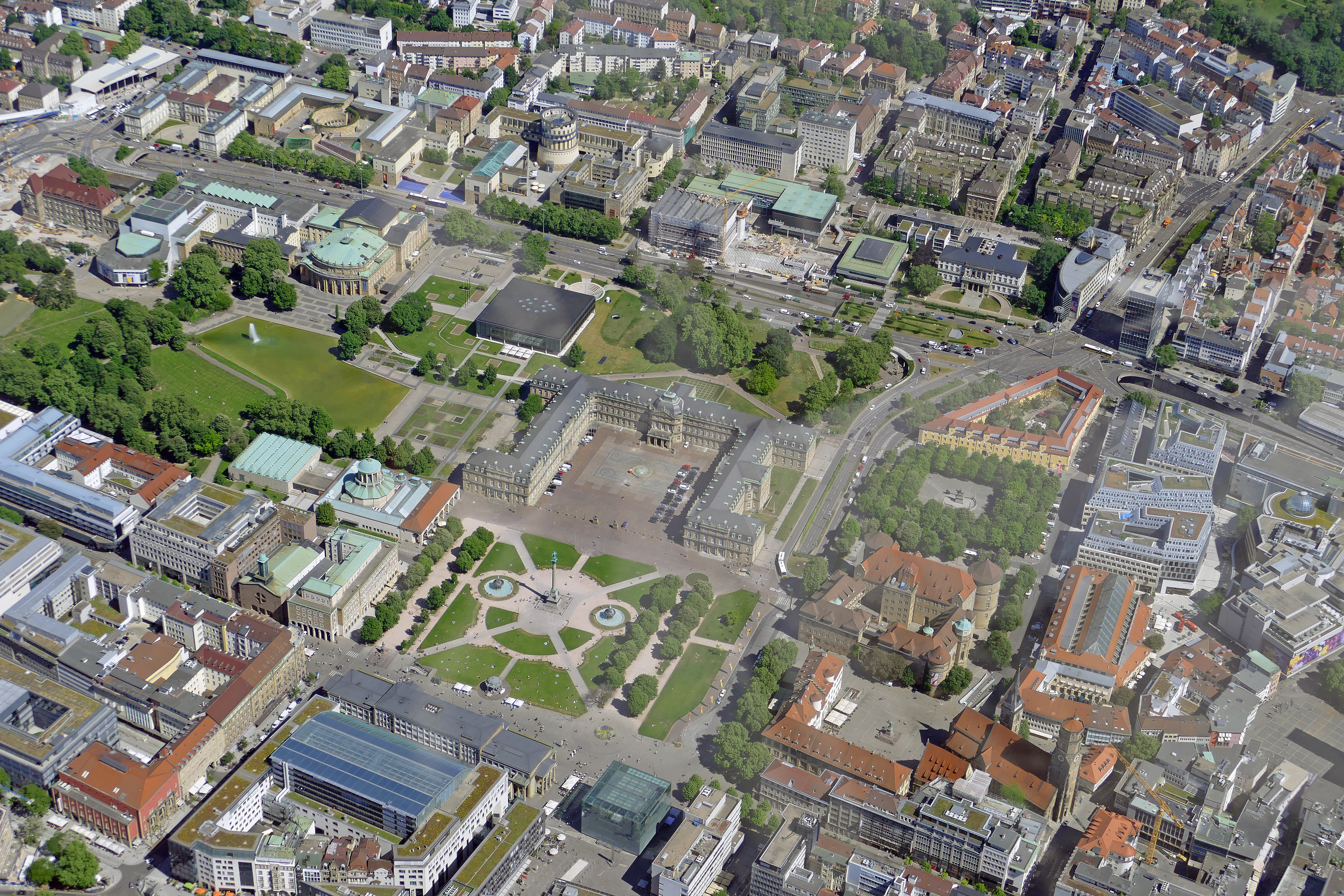
Luftbild von Stuttgart mit dem Alten Schloss und dem Neuen Schloss

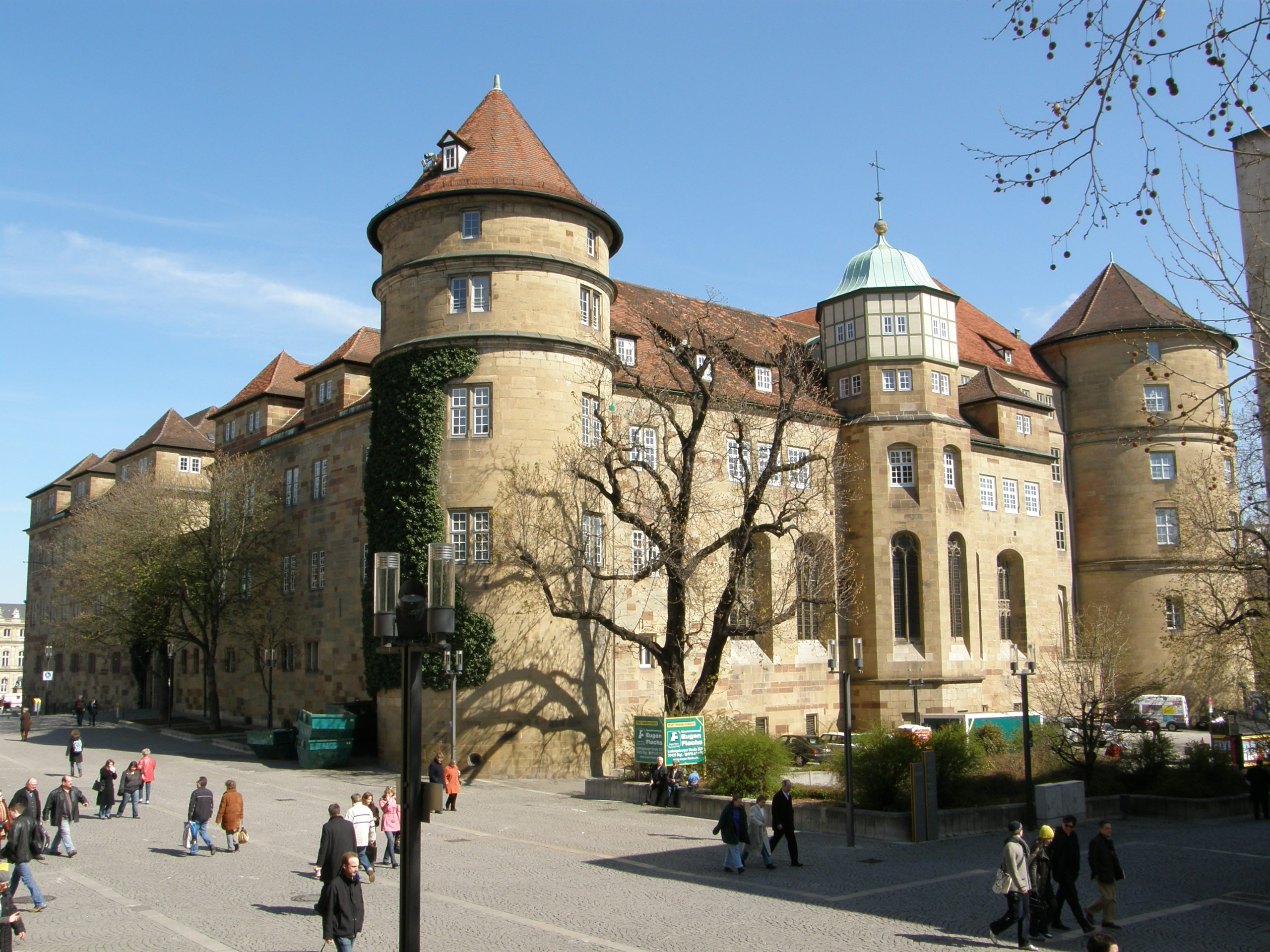
Das Alte Schloss vom Schillerplatz aus gesehen

Das Alte Schloss liegt im Zentrum Stuttgarts und war von seinen Anfängen um 1200 bis ins 18. Jahrhundert eine Wasserburg. Für vage historische Hinweise auf einen Vorgängerbau aus der Mitte des 10. Jahrhunderts fehlen bisher (Stand 2012) archäologische Belege. Das Alte Schloss gehört mit der Stiftskirche zu den bestimmenden Gebäuden am Schillerplatz. In der Nachbarschaft stehen u. a. die Markthalle der Stadt, die Ministerien im Neuen Schloss und das moderne Landtagsgebäude. Das Alte Schloss ist heute ganz Museumsgebäude, die Schlosskirche dient Gottesdiensten.

## Geschichte

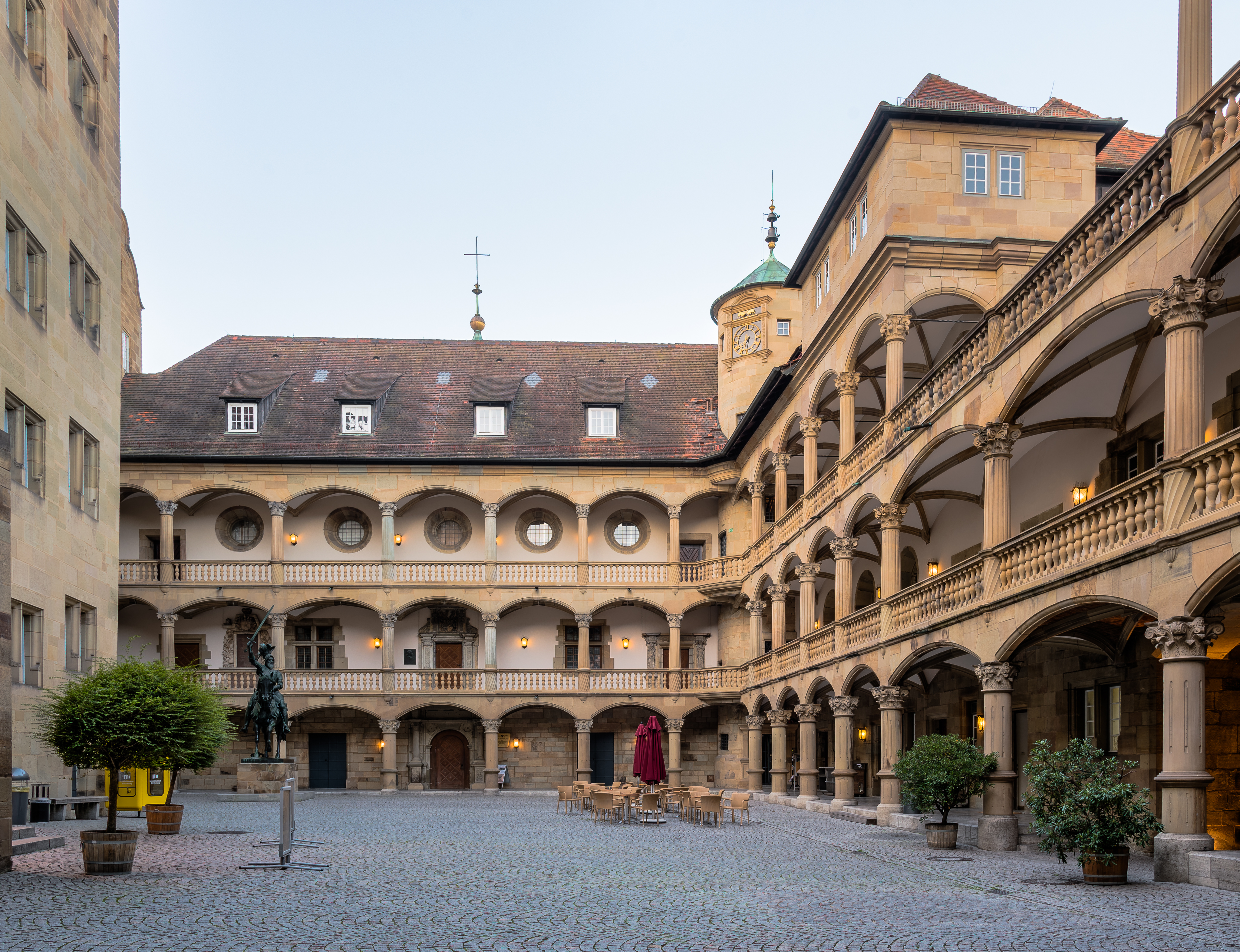
Der Arkadenhof von 1557 im Alten Schloss

### Ungesicherter Bau aus dem 10. Jahrhundert und die stauferzeitliche „Burg 1“
Zum Schutz des von Herzog Liudolf von Schwaben im Jahre 950 angelegten Gestüts („Stuotgarten“) soll dieser bereits damals auch eine Burg errichtet haben. Bei den Ausgrabungen der vergangenen Jahre (bis 2005) wurden tatsächlich unter dem Südteil des Alten Schlosses (der sogenannten „Dürnitz“) Siedlungsreste bis ins 8. Jahrhundert zurückgefunden sowie Reste einer Vorgängerburg des Alten Schlosses. Dieser Bau datiert jedoch wahrscheinlich aus der 2. Hälfte des 12. oder der ersten Hälfte des 13. Jahrhunderts, also aus der Stauferzeit und nicht aus dem 10. Jahrhundert. Von diesem Bau sind eine doppelte Außenmauer und zwei Gräben sowie Teile der Innenbebauung gesichert. Der Außenmauern verlaufen fast genau in Nord-Süd-Richtung und konnten über eine Länge von knapp 30 Metern diagonal unter dem heutigen südlichen Teil des Alten Schlosses erfasst werden. Die gesamte Nord-Süd-Ausdehnung dieser „Burg 1“ ist jedoch unklar und wahrscheinlich auch nicht mehr feststellbar, weil die entsprechenden Bereiche im Norden (Schlosshof) und Süden (früherer Wassergraben zum Karlsplatz hin) archäologisch gestört sind. Völlig unbekannt ist die Größe dieser Anlage in Ost-West-Richtung.
Die noch erfassbare Innenbebauung dieser ersten Burg wies eine Breite von ca. 11 bzw. 6 Metern bis zur inneren der beiden Außenmauern auf. Der breitere Teil dieser Innenbebauung war als Fachwerk ausgeführt, erhaltene Schwellbalken waren im Jahre 2012 noch nicht datiert. Vermutlich im späteren 13. Jahrhundert wurde diese erste, archäologisch fassbare Burg durch ein Hochwasserereignis stark beschädigt. Dies belegen archäologisch nachweisbare Unterspülungen der äußeren Burgmauer ganz im Süden des erfassten Verlaufs mit im Verbund umgestürzten Mauerteilen.
Die Funktion der ersten Stuttgarter Burg war noch nicht die einer Fürstenresidenz. Vielmehr sollte sie offenbar eine Fernstraße schützen und kontrollieren, nämlich einen alten Nord-Süd-Handelsweg, der an dieser Stelle das Stuttgarter Tal querte und unmittelbar östlich an dieser Burg vorbei führte. Direkt südlich dieser Burg kreuzte dieser Weg die aus Nordosten von Cannstatt her kommende Straße, die weiter nach Südwesten entlang der heutigen Tübinger Straße über die Alte Weinsteige und die Filder in Richtung Schönbuch und Tübingen und weiter bis Schaffhausen führte, die so genannte Schweizer Straße (später: Alte Poststraße). Diese beiden Altstraßen wurden wahrscheinlich schon zur Römerzeit genutzt.

### Der Bau des frühen 14. Jahrhunderts („Burg 2“)
Die Errichtung des Nachfolgebaus der beschädigten „Burg 1“ begann um das Jahr 1300. Dies belegt ein dendrochronologisch auf die Zeit zwischen 1292 und 1312 datierbares Ende eines Eichenbalkens nahe dem Fuß der nun errichteten Burgmauer. Diese „Burg 2“ unterschied sich in zwei wichtigen Punkten von ihrem Vorgängerbau: Zum einen wurden die Mauern weitaus tiefer fundamentiert – so tief, dass bei den Ausgrabungen der letzten Jahre an keiner Stelle die Fundamentsohle erreicht wurde. Diese rund 3,6 Meter mächtigen Mauern aus dem frühen 14. Jahrhundert erwiesen sich als dermaßen solide, dass sie im südöstlichen Teil des Alten Schlosses bei der Umgestaltung des Baus rund 250 Jahre später weiter genutzt wurden und bis heute stehen. (Im nordwestlichen Teil des Baus wurden diese Mauern damals abgetragen, aber nicht aus statischen Gründen, sondern um Raum für Renaissancearchitektur zu schaffen.) Die andere wichtige Veränderung des Neubaus um 1300 bestand darin, dass der gesamte Bau um knapp 45 Grad gedreht wurde. Der Bau schloss damit gegenüber dem hochwassergefährdeten Bereich zum Nesenbach hin nun mit einer massiven, parallel zum Bach verlaufenden Mauer ab und nicht mehr mit einer Gebäude-Ecke.
Diese „Burg 2“ wurde in der ersten Hälfte des 14. Jahrhunderts Hauptsitz der Grafen Württembergs und der Hofkammer. Sie war durch einen tiefen, umlaufenden Graben geschützt. Auch die Vorgängerburg wies zumindest nach Osten hin einen Wassergraben auf, ob er ebenfalls umlaufend angelegt war, ist unbekannt. Von dieser spätmittelalterlichen Burg existieren Abbildungen, dennoch sind viele bauliche Details unklar, insbesondere das Aussehen der Burg zum heutigen Schillerplatz hin (damals: Schloßplatz) und die ursprüngliche Lage und Gestalt des Zugangs. Gesichert ist, dass das Bodenniveau auch dieses Platzes damals ein paar Meter tiefer lag. Die ins 8. Jahrhundert zurückreichende Stiftskirche war ursprünglich auf einem hochwassersicheren Geländesporn errichtet worden.

### Umgestaltung zum bestehenden Renaissanceschloss im 16. Jahrhundert
Ab 1553 ließen die Herzöge Christoph und Ludwig die mittelalterliche Burg zu einem Renaissance-Schloss ausbauen. Als Architekt wurde Aberlin Tretsch berufen, dem als Baumeister der jüngere Blasius Berwart zur Seite stand. Zuerst wurde der Haupttrakt aus dem 14. Jahrhundert umfassend umgebaut und in den Obergeschossen neue herzögliche Wohnräume eingerichtet. 1558 wurde auf der Gartenseite der Archivbau errichtet und 1558 entstand eine Reittreppe, die in die Obergeschosse des erneuerten Wohnbaus führte. Um vor diesen Wohnbau einen Arkadenhof zu setzen, musste der nordwestliche Teil der alten Burg – gut 60 Prozent der alten Bausubstanz – abgetragen werden. 1557 wurde mit den dreiseitigen gewölbten Arkadengängen begonnen. Die neuen Flügel enthielten auch eine 1562 geweihte Schlosskirche.
Zu den bedeutenden Veränderungen dieser dritten Burg gegenüber dem spätmittelalterlichen Vorgängerbau gehörte die deutliche Anhebung des Bodenniveaus um eine volle Etage. Nach Nordwesten, zum heutigen Schillerplatz hin, wurde das Fußbodenniveau der Burg um nicht weniger als etwa 6 Meter angehoben. Auf der entgegengesetzten, südöstlichen Seite der Burg wurde dabei die Dürnitz, bis dahin ein großer Repräsentationsraum auf Erdgeschoss-Niveau, nun zum riesigen Weinkeller umfunktioniert und als solcher bis ins 20. Jahrhundert hinein genutzt. Diese starke Anhebung des Bodenniveaus diente – wie gut 250 Jahre zuvor die Drehung der gesamten Anlage – wiederum dem Hochwasserschutz. In gewisser Weise wurde damit aber auch nur die Konsequenz aus den Überschwemmungen der vorangegangenen Jahrhunderte gezogen, die dazu geführt hatten, dass das Bodenniveau im Bereich des heutigen Karlsplatzes, wo der Nesenbach bis zu seiner Kanalisierung verlaufen war, durch wiederholte Anschwemmung von Erdreich ebenfalls um mehrere Meter angestiegen war. Jedenfalls konnte das Alte Schloss auch nach dieser Anhebung des Bodenniveaus ein Wasserschloss bleiben: Erst im 18. Jahrhundert wurden die umlaufenden Wassergräben verfüllt und so der Charakter der Anlage stark verändert.

### Zerstörungen und Wiederaufbau im 20. Jahrhundert
Am 21./22. Dezember 1931 brannte ein Teil der Anlage aus, dabei wurde der Dürnitzbau mit beiden Türmen weitgehend zerstört. Im Jahre 1932 wurde ein Wettbewerb veranstaltet, dessen Ergebnis 1933 vorlag und zu dem u. a. Paul Schmitthenner (1884–1972) und Wilhelm Jost Entwürfe eingereicht hatten. Ein erster Preis wurde nicht vergeben; Schmitthenner erhielt zugleich mit dem Entwurf von A. Kicherer und W. Ruff einen zweiten Preis. Den bald begonnenen Wiederaufbau leitete schließlich Paul Schmitthenner, doch noch vor dem Abschluss wurde das Schloss im Zweiten Weltkrieg stark beschädigt. Dabei fielen auch große Teile der volkskundlichen Sammlung des Landesmuseums Württemberg den Flammen zum Opfer, wie z. B. die Handwerksstuben. Den Wiederaufbau, der erst Mitte der 1960er Jahre begann und bis 1971 dauerte, leitete wieder Paul Schmitthenner.
Der Arkadenhof des Schlosses selbst zeigt Architekturmotive der Frührenaissance aus Italien. Als Turnierquadrat konzipiert, sollten die repräsentativen Arkaden ursprünglich um den ganzen Hof laufen. Dazu kam es nicht, weil das Schloss „politisch“ herabgestuft wurde.
Unter der Schlosskirche ist in der Königsgruft die Grablege von König Karl I. und Königin Olga. Im Innenhof steht ein von Ludwig von Hofer gestaltetes Reiterstandbild Graf Eberhards im Bart, der 1495 erster Herzog von Württemberg wurde und Stuttgart zur Residenz machte.

## Schlosskirche

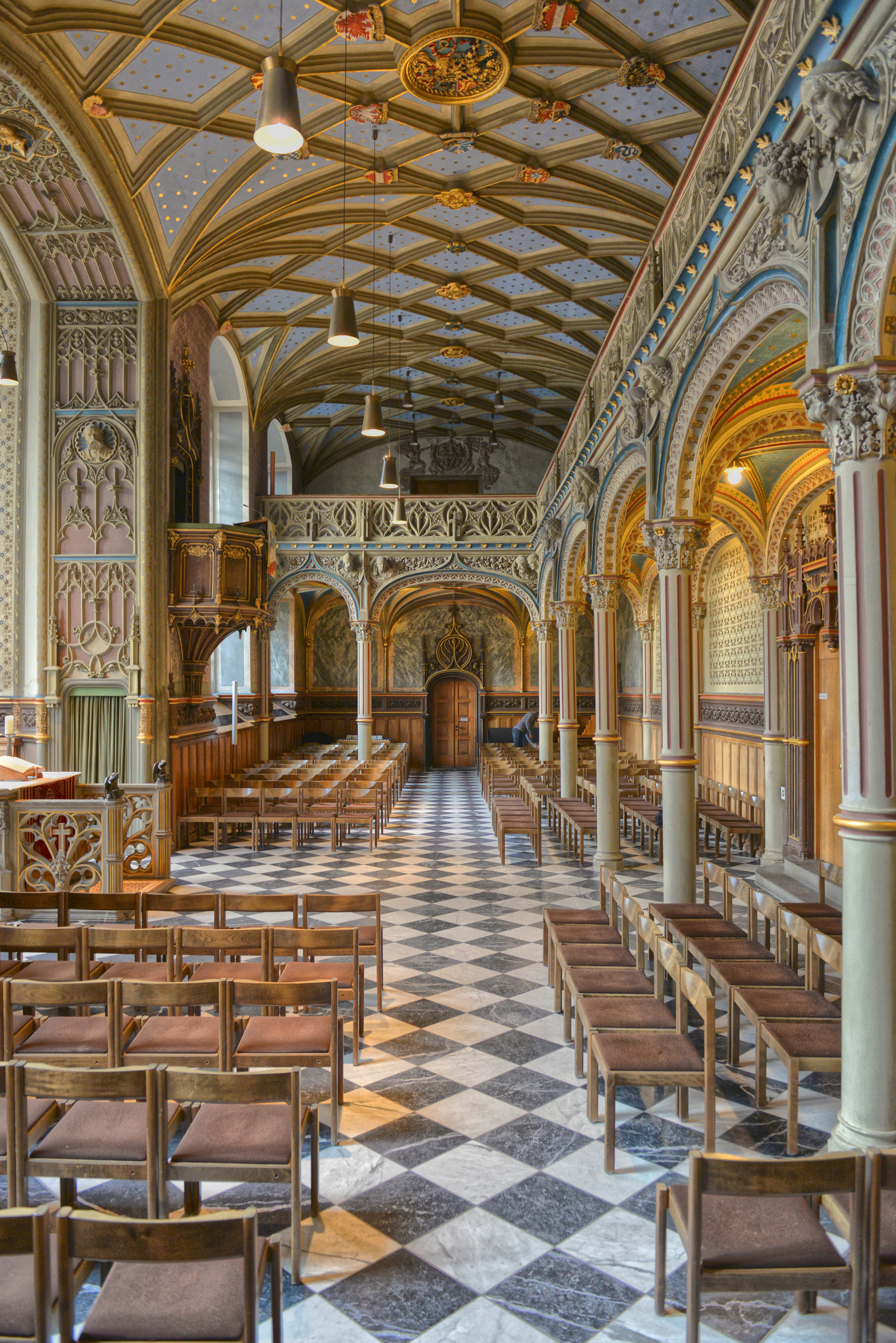
Schlosskirche (Teilansicht)

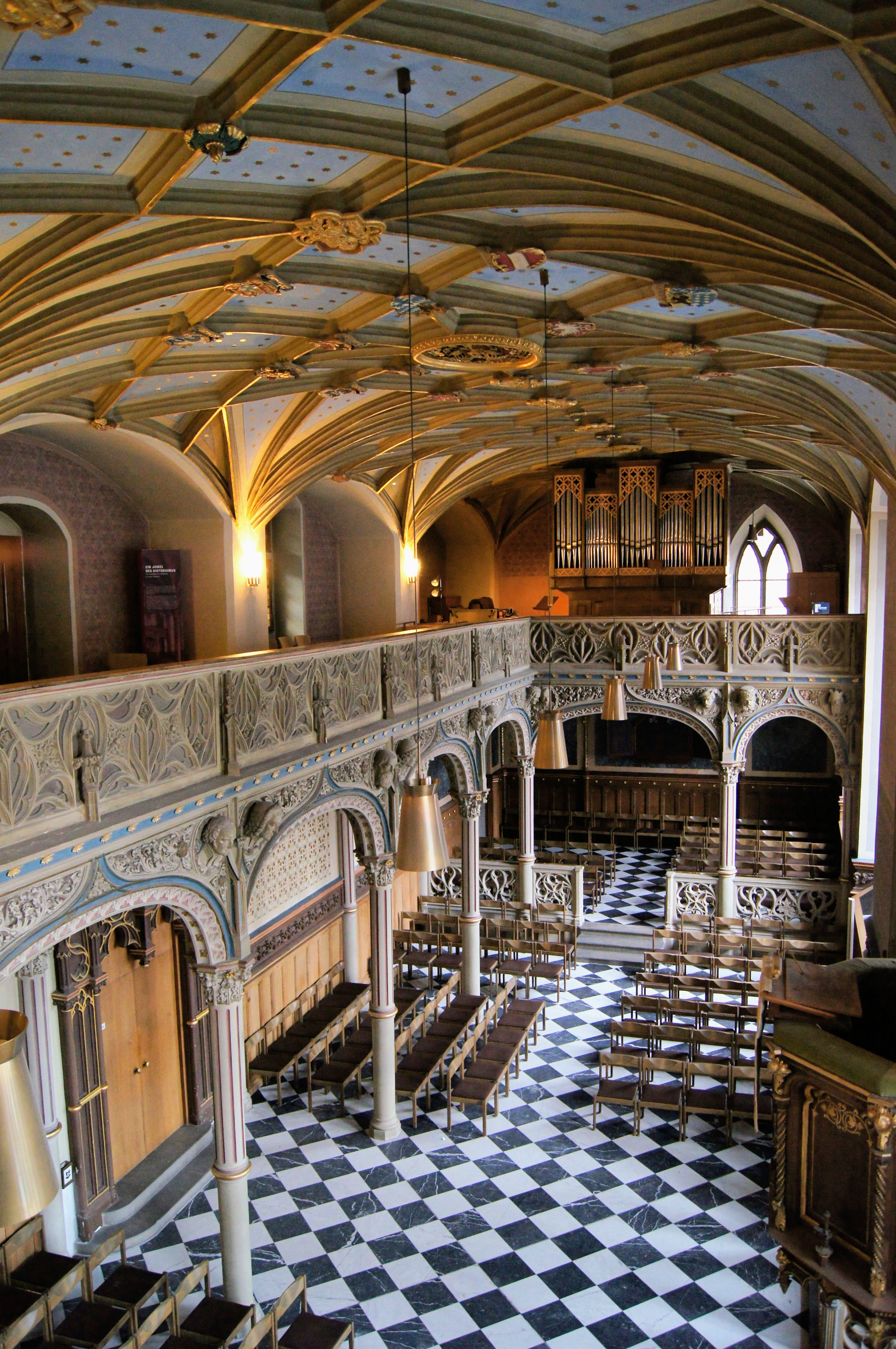
Innenraum, mit derzeitiger Orgel

Die Schlosskirche wurde 1558–62 von dem Baumeister Aberlin Tretsch und seinem Mitarbeiter Blasius Berwart als Teil der neuen Hofflügel mit den Arkaden im Stil der Renaissance erbaut. Sie wurde bis zur jüngsten Forschung über die Schlosskirche Tübingen als in Württemberg erster evangelischer Kirchenneubau gesehen. Sie ist als zweite Querkirche nach der Torgauer Schlosskapelle errichtet: mit ebenerdigem Gemeindezugang im Arkadenhof und Zugang von den herzoglichen Gemächern auf der Umlauf-Empore. Altar und Kanzel sollten im Sinne protestantischen Verständnisses von allen Plätzen gut einsehbar sein und wurden daher zentral als gleichwertige Prinzipalien angelegt. Sie wurden von Sem Schlör gestaltet. Herzog Christoph schickte übrigens 1563 seinem Schwager Markgraf Georg Friedrich d. Ä. zu Brandenburg den Baumeister Aberlin Tretsch mit Blasius Berwart zur Plassenburg bei Kulmbach, der dort dann Einfluss auf die Planung der Schlosskirche nahm, die nun wie ihr Stuttgarter Vorbild als Querhauskirche gebaut wurde. Zuerst besaß die Schlosskirche ein schlichtes Tonnengewölbe ohne Rippen und ohne Maßwerk in den Fenstern. Diese schmückenden Details wurden erst um 1580 ergänzt.
Nach dem Einzug des Kirchenguts im Jahr 1806 wurde die Stuttgarter Schlosskirche durch Alexander Tritschler neugotisch umgestaltet und eine Gruft angelegt, in der König Karl, Königin Olga, Herzog Wilhelm Eugen, Herzogin Wera und Carl Eugen beigesetzt sind. Die Kirche diente ab 1812 zeitweise auch als Bibliothek und später als Hofapotheke, da die Hofgottesdienste nun in der Akademiekirche im Neuen Schloss gefeiert wurden. 1865 wurde die Schlosskirche innen renoviert und nach neugotischem Stil umgestaltet sowie mit einer neuen Orgel von Eberhard Friedrich Walcker wieder eingeweiht. Heute dient die Schlosskirche als Predigtstelle der Evangelischen Stiftsgemeinde und wird gerne für Hochzeitsfeierlichkeiten genutzt.
Die aktuelle Orgel wurde 1980 von dem Stuttgarter Orgelbauer Diethelm Berner mit 20 Registern (davon 9 aus dem Vorgängerinstrument von Walcker) auf zwei Manualen und Pedal erbaut. Es laufen Planungen zum Ersatz der Orgel durch eine neue Orgel für das Jahr 2026, die weitgehend an die Walcker-Orgel angelehnt sein wird. Nach derzeitiger Planung wird das Instrument 27 Register auf drei Manualwerken haben.
| I Hauptwerk C–a3 |                 |     |
| 1.               | Bordun          | 16’ |
| 2.               | Principal       | 08’ |
| 3.               | Salicional      | 08’ |
| 4.               | Gedeckt         | 08’ |
| 5.               | Octave          | 04’ |
| 6.               | Octave          | 02’ |
| 7.               | Silberglanz II  |     |
| 8.               | Sternenklang II |     |

| II Schwellwerk C–a3 |                  |        |
| 09.                 | Geigenprincipal  | 8’     |
| 10.                 | Viola            | 8’     |
| 11.                 | Voix Catherine   | 8’     |
| 12.                 | Lieblich Gedeckt | 8’     |
| 13.                 | Traversflöte     | 4’     |
| 14.                 | Dolce            | 4’     |
| 15.                 | Nasard           | 2 ⁄3’  |
| 16.                 | Flautino         | 2’     |
| 17.                 | Terz             | 1 3⁄5’ |
| 18.                 | Oboe             | 8’     |

| III Himmelswerk C–a3 |                    |    |
| 19.                  | Physharmonika      | 8’ |
| 20.                  | Konzertflöte       | 8’ |
| 21.                  | Königin (Trompete) | 8’ |

| Pedalwerk C–f1 |            |     |
| 22.            | Subbaß     | 16’ |
| 23.            | Violonbaß  | 16’ |
| 24.            | Octavbaß   | 08’ |
| 25.            | Violoncell | 08’ |
| 26.            | Octavbaß   | 04’ |
| 27.            | Fagott     | 16’ |

## Landesmuseum und Gedenkstätte
Das Schloss beherbergt heute das Landesmuseum Württemberg mit reichhaltigen Beständen, das Kindermuseum Junges Schloss sowie im Südwestflügel die Schlosskirche.
Im Gebäudekomplex des Schlosses wurde eine Erinnerungsstätte an den am 20. Juli 1944 hingerichteten deutschen Widerstandskämpfer Claus Graf Stauffenberg eingerichtet. Ihr Eingang ist auf der Seite des Karlsplatzes.

## Bilder

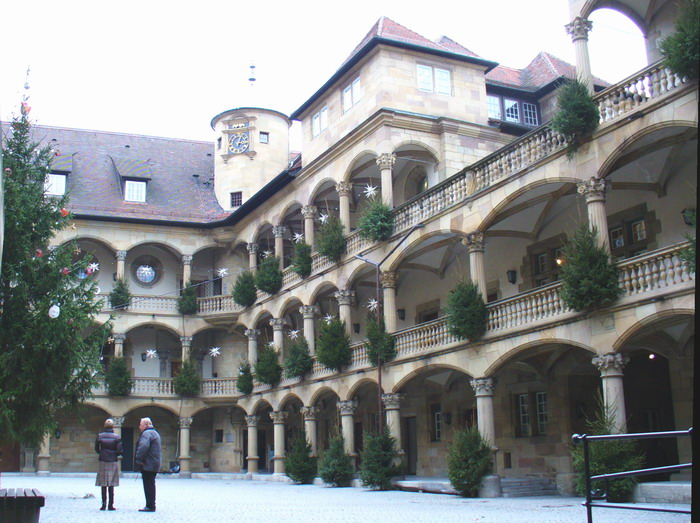
Innenhof mit geschmückten Arkaden (Januar 2006)
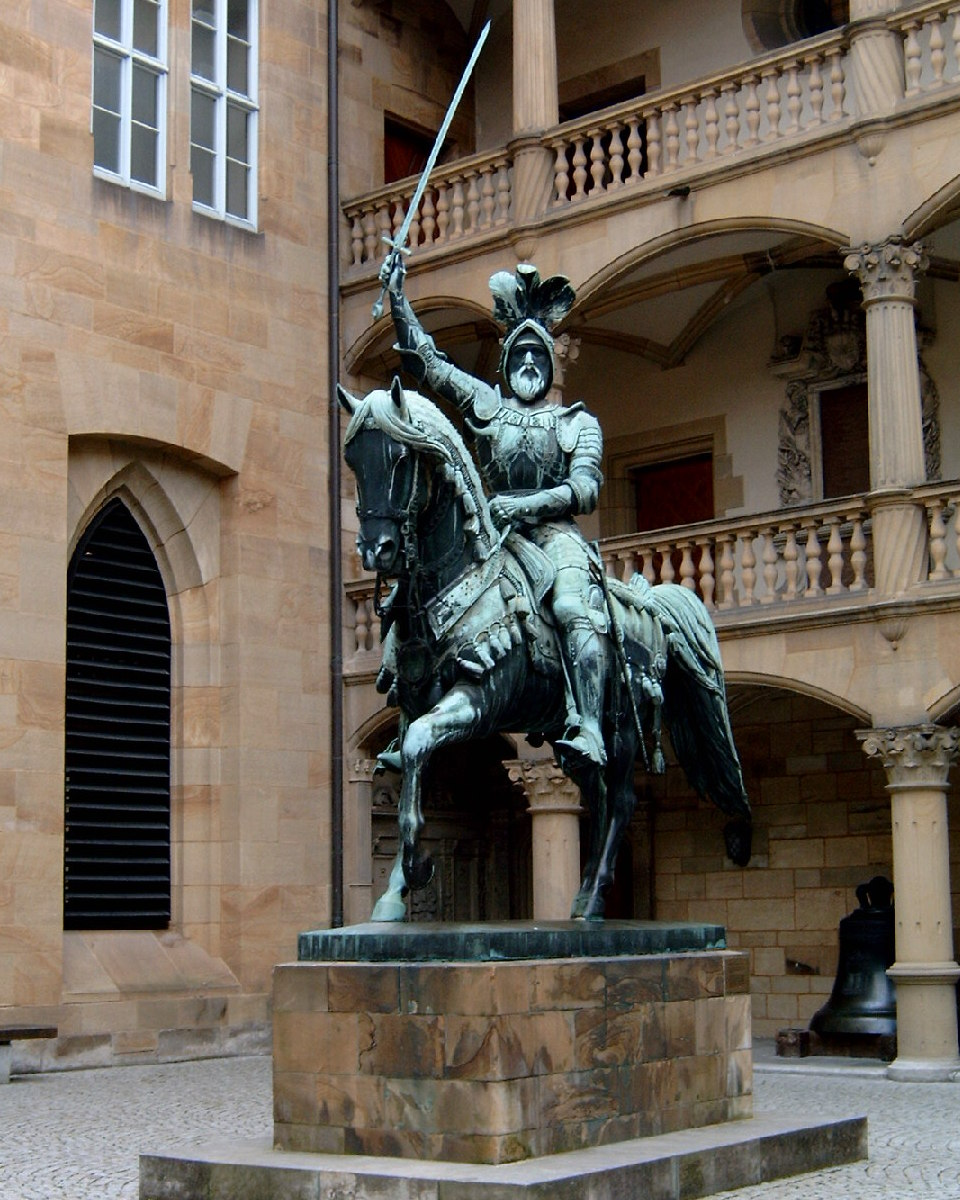
Arkadenhof: Reiterstandbild von Eberhard im Bart
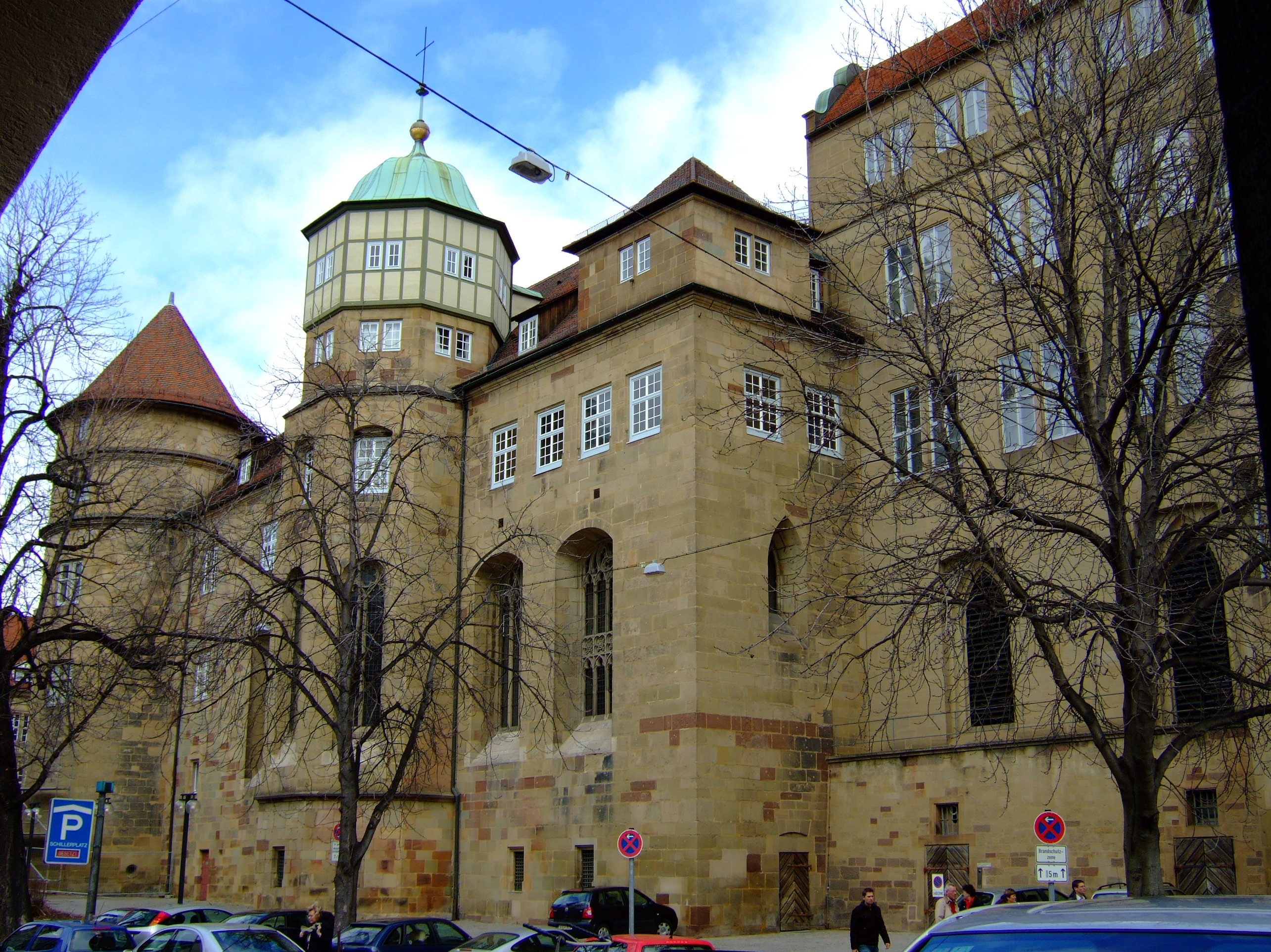
Blick von der Markthalle Stuttgart
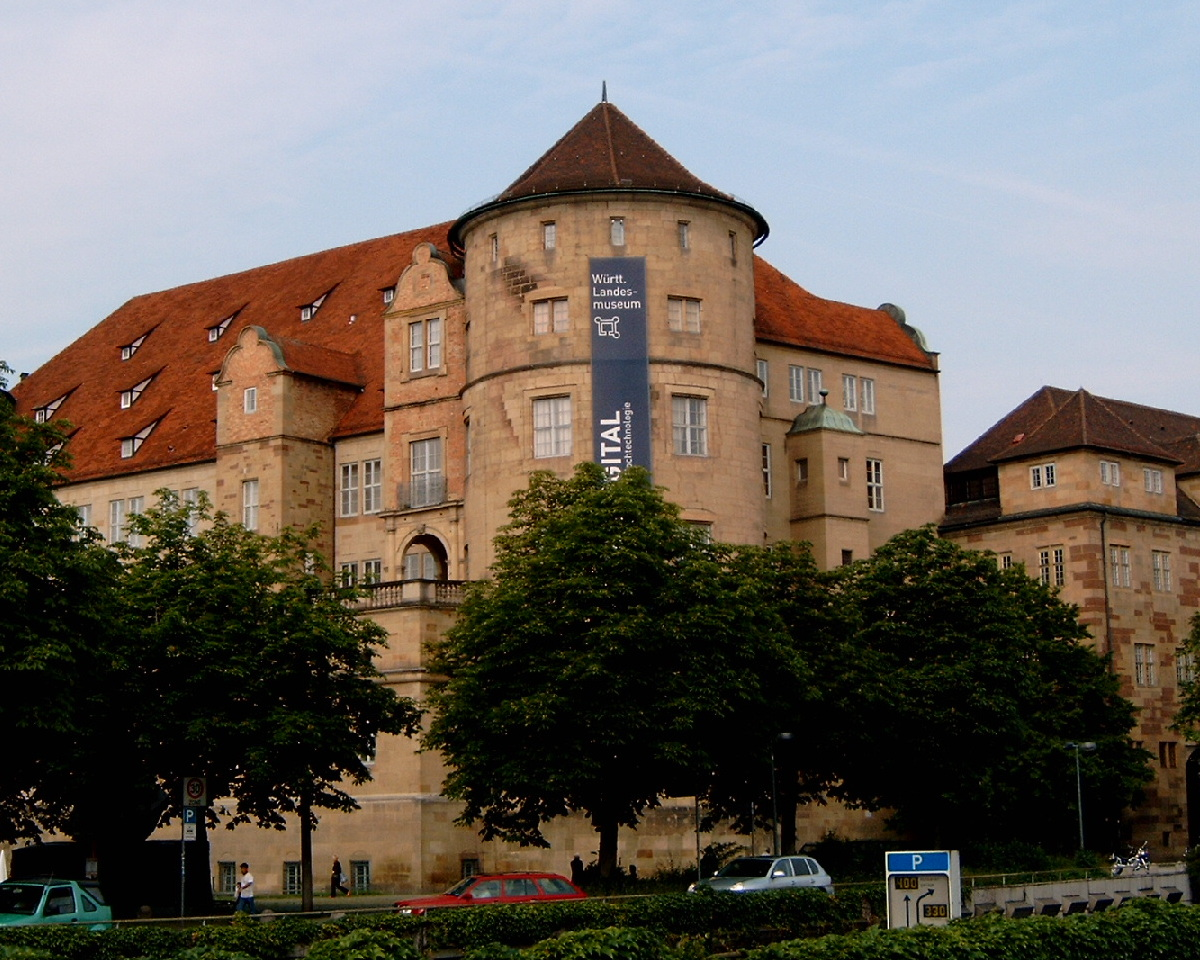
Vom Charlottenplatz her
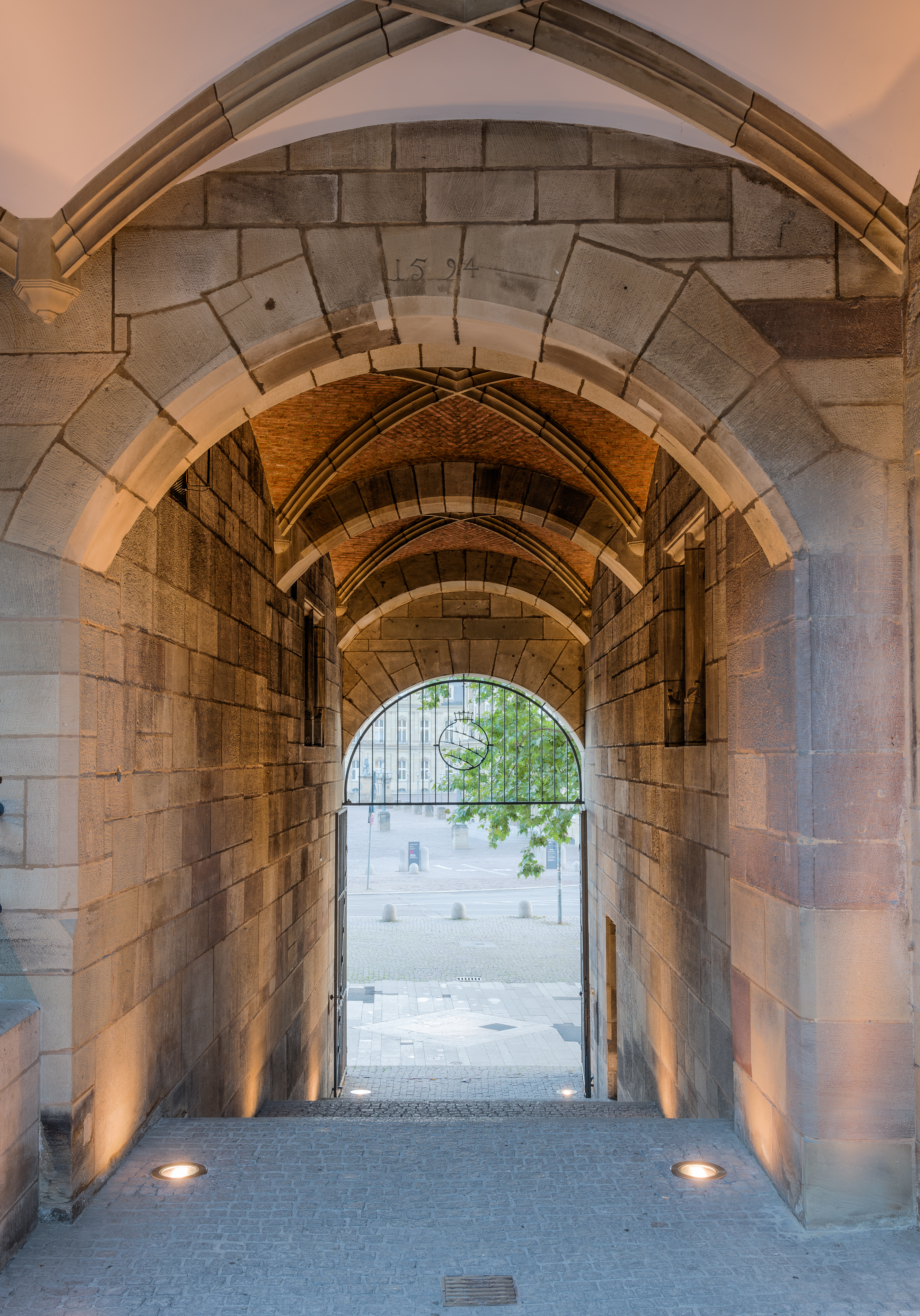
Ausgang vom Innenhof in Richtung Neues Schloss und Schlossplatz